# کازانکا (سرزمین آلتای)
کازانکا (به لاتین: Kazanka) یک منطقهٔ مسکونی در روسیه است که در سرزمین آلتای واقع شده‌است.